# Bailee Michelle Johnson
Bailee Michelle Johnson (* 2000) ist eine US-amerikanische Schauspielerin.

## Leben
Johnson machte in einer kleinen Rolle im Spielfilm 127 Hours erste Erfahrungen mit dem Schauspiel. 2012 spielte sie Rollen in den Kurzfilmen Abide with Me (Uraufführung am 27. Januar 2012 auf dem LDS Film Festival) und The Wolf and the Ewe (Uraufführung am 6. April 2012 auf dem Final Cut Film Festival). Im gleichen Jahr hatte sie mit Osombie auch eine Besetzung in einem Spielfilm. Mit Hunger Games: The Second Quarter Quell (2011) und The Hanging Tree (2014) wirkte sie an zwei Kurzfilmproduktionen mit, die sich auf Die Tribute von Panem-Romane beziehen. 2017 verkörperte sie die Rolle der Adult Kylie in drei Episoden der Fernsehserie Extinct.

## Filmografie
- 2010: 127 Hours
- 2011: 17 Miracles
- 2011: Hunger Games: The Second Quarter Quell (Kurzfilm)
- 2012: Abide with Me (Kurzfilm)
- 2012: The Wolf and the Ewe (Kurzfilm)
- 2012: Osombie
- 2012: Orangen zu Weihnachten (Christmas Oranges)
- 2012: Stanley (Kurzfilm)
- 2012: Elizabeth's Gift
- 2013: Ephraim's Rescue
- 2014: The Hanging Tree (Kurzfilm)
- 2014: Scavenger Hunt
- 2014: One Shot
- 2014: Der Weihnachtsdrache (The Christmas Dragon)
- 2015: He Knows My Name (Kurzfilm)
- 2016: White Wings (Kurzfilm)
- 2016: Singing with Angels
- 2016: Saturday's Warrior
- 2016: Mythica: The Godslayer
- 2017: Love, Kennedy
- 2017: Extinct (Fernsehserie, 3 Episoden)
- 2018: Christmas Made to Order (Fernsehfilm)